# Straßenlauf-Länderkampf der Männer 1983 Niederlande – BR Deutschland – Belgien – Frankreich – Italien – Schweiz
| 12. Leichtathletik-Länderkampf mit bundesdeutscher Beteiligung 1983                                       | 12. Leichtathletik-Länderkampf mit bundesdeutscher Beteiligung 1983 |
| --- | ------------------------------------------------------------------- |
| |                                                                     |
| Straßenlauf-Vergleich der Männer: Niederlande – BR Deutschland – Belgien – Frankreich – Italien – Schweiz |                                                                     |
| Austragungsort                                                                                            | Dordrecht                                                           |
| Wettbewerbe                                                                                               | 1                                                                   |
| Datum | 16. Juli                                                            |
| 1. ITA 2. NLD 3. FRG 4. FRA 5. SUI 6. BEL                                                                 | Pzf.0 54 Pzf.0 75 Pzf.0 78 Pzf.0 85 Pzf.0 99 Pzf.0100               |
| Chronik                                                                                                   |                                                                     |
| ← Springer: FRA-FRG-SUI-ESP 00Werfer: FRA-FRG-SUI (M)                                                     | NLD-FRG-BEL-FRA-ITA00 Straßenlauf (F) →                             |

Im zwölften Vergleich des Länderkampfjahres 1983 fand eine Begegnung der Straßenläufer unter Beteiligung mehrerer Länder statt. Begonnen hatte dieser inzwischen traditionelle Vergleich mit den drei Ländern Schweiz, Bundesrepublik Deutschland und Niederlande. 1981 war er erweitert worden durch die Teilnahme von Italien und Österreich. 1982 kam als sechster Teilnehmer noch Frankreich hinzu. In diesem Jahr nahm anstelle von Österreich ein Team aus Belgien teil. Gastgeber am 16. Juli war die südholländische Stadt Dordrecht. Achtzehn Mal hatte es dieses Aufeinandertreffen als Dreiländerkampf gegeben. In den ersten elf Begegnungen hatten immer die bundesdeutschen Läufer vorne gelegen, doch von 1974 bis 1977 hatte sich vier Mal in Folge das Team aus der Schweiz vor der bundesdeutschen Mannschaft durchgesetzt. 1978 war diese Serie durch den zwölften Sieg des bundesdeutschen Teams gestoppt worden. 1979 hatten die niederländischen Läufer ihren ersten Sieg in diesen Dreiländerkämpfen feiern können. 1980 hatte mit dem insgesamt dreizehnten Erfolg in dieser Serie erneut das bundesdeutsche Team vorn gelegen und in den letzten beiden Jahren hatte sich Neuling Italien durchgesetzt. Auch die Frauen führten am selben Tag und selben Ort einen Straßenlauf-Länderkampf durch.

## Modus
Ausgetragen wurde ein Straßenlauf über 30 Kilometer. Jede Nation stellte maximal sechs Läufer, von denen die vier Besten über die Platzziffer gewertet wurden.

## Ergebnis
In der Einzelwertung siegte ein Niederländer vor einem bundesdeutschen Läufer. Die Ränge drei und vier belegten Vertreter aus den Niederlanden und Frankreich, bevor als Fünfter der beste Italiener das Ziel erreichte. In der Gesamtabrechnung kam die italienische Mannschaft mit Platzziffer 54 zu ihrem dritten Sieg in Folge. Zweiter wurde die Niederlande mit Pzf. 75 vor der Bundesrepublik Deutschland (Pzf. 78) und Frankreich (Pzf. 85). Die Ränge fünf und sechs belegten die Schweiz (Pzf. 99) und Belgien (Pzf. 100).
Leider finden sich keine Angaben über die komplette Ergebnisliste. Aufgeführt sind die Läufer auf den Plätzen eins bis acht sowie alle weiteren bundesdeutschen Sportler.

## Legende
Kurze Übersicht zur Bedeutung der Symbolik – so üblicherweise auch in sonstigen Veröffentlichungen verwendet:
| DNF | nicht im Ziel (did not finish) |

## Resultat

### 30-km-Straßenlauf
| Platz | Athlet           | Land | Zeit (h) |
| ----- | ---------------- | ---- | -------- |
| 01    | Gerard Nijboer   | NLD  | 1:32:19  |
| 02    | Eberhard Weyel   | FRG  | 1:34:40  |
| 03    | Rudy Verriet     | NLD  | 1:34:49  |
| 04    | Bernard Faure    | FRA  | 1:35:04  |
| 05    | Osvaldo Faustine | ITA  | 1:35:46  |
| 06    | Ronny Agten      | BEL  | 1:35:48  |
| 07    | Giuseppe Moretti | ITA  | 1:37:07  |
| 08    | Arturo Jacona    | ITA  | 1:36:12  |
| 000…  |                  |      |          |
| 10    | Jürgen Dächert   | FRG  | 1:36:42  |
| 15    | Reinhard Leibold | FRG  | 1:37:36  |
| 22    | Franz Hornberger | FRG  | 1:40:27  |
| 29    | Udo Engelbrecht  | FRG  | 1:57:35  |
| 000…  |                  |      |          |
| DNF   | Ralf Salzmann    | FRG  |          |